# Кубок Молдови з футболу
Кубок Молдови з футболу (рум. Cupa Moldovei) — футбольний турнір у Молдові, в якому визначається володар національного кубка. Національним турнір став після розпаду СРСР і з того часу володар кубка отримує право грати у Лізі Європи УЄФА.

## Усі фінали
| Сезон   | Володар                   | Рахунок         | Фіналіст                  | Стадіон                           |
| ------- | ------------------------- | --------------- | ------------------------- | --------------------------------- |
| 1992    | «Буджак» (Комрат)         | 5:0             | ФК «Тилігул»              | Республіканський стадіон, Кишинів |
| 1992–93 | ФК «Тилігул»              | 1:0             | «Динамо» (Кишинів)        | Республіканський стадіон, Кишинів |
| 1993–94 | ФК «Тилігул»              | 1:0 (о)         | «Ністру» (Атаки)          | Республіканський стадіон, Кишинів |
| 1994–95 | ФК «Тилігул»              | 1:0             | «Зімбру» (Кишинів)        | Республіканський стадіон, Кишинів |
| 1995–96 | «Конструкторул» (Кишинів) | 2:1             | ФК «Тилігул»              | Республіканський стадіон, Кишинів |
| 1996–97 | «Зімбру» (Кишинів)        | 0:0 (о), 7:6 п. | «Ністру» (Атаки)          | Республіканський стадіон, Кишинів |
| 1997–98 | «Зімбру» (Кишинів)        | 1:0             | «Конструкторул» (Кишинів) | Республіканський стадіон, Кишинів |
| 1998–99 | «Шериф» (Тирасполь)       | 2:1 (о)         | «Конструкторул» (Кишинів) | Республіканський стадіон, Кишинів |
| 1999–00 | «Конструкторул» (Кишинів) | 1:0             | «Зімбру» (Кишинів)        | Республіканський стадіон, Кишинів |
| 2000–01 | «Шериф» (Тирасполь)       | 0:0 (о), 5:4 п. | «Ністру» (Атаки)          | Республіканський стадіон, Кишинів |
| 2001–02 | «Шериф» (Тирасполь)       | 3:2 (о)         | «Ністру» (Атаки)          | Республіканський стадіон, Кишинів |
| 2002–03 | «Зімбру» (Кишинів)        | 0:0 (о), 4:2 п. | «Ністру» (Атаки)          | Республіканський стадіон, Кишинів |
| 2003–04 | «Зімбру» (Кишинів)        | 2:1             | «Шериф» (Тирасполь)       | Республіканський стадіон, Кишинів |
| 2004–05 | «Ністру» (Атаки)          | 1:0             | «Дачія» (Кишинів)         | Республіканський стадіон, Кишинів |
| 2005–06 | «Шериф» (Тирасполь)       | 2:0             | «Ністру» (Атаки)          | Республіканський стадіон, Кишинів |
| 2006–07 | «Зімбру» (Кишинів)        | 1:0             | «Ністру» (Атаки)          | Республіканський стадіон, Кишинів |
| 2007–08 | «Шериф» (Тирасполь)       | 1:0             | «Ністру» (Атаки)          | Республіканський стадіон, Кишинів |
| 2008–09 | «Шериф» (Тирасполь)       | 2:0             | «Дачія» (Кишинів)         | «Зімбру», Кишинів                 |
| 2009–10 | «Шериф» (Тирасполь)       | 2:0             | «Дачія» (Кишинів)         | «Зімбру», Кишинів                 |
| 2010–11 | Іскра-Сталь               | 2:1             | «Олімпія» (Бєльці)        | «Зімбру», Кишинів                 |
| 2011–12 | «Мілсамі»                 | 0:0 (пен. 5:3)  | «Рапід» (Гідігіч)         | Районний спорткомплекс, Оргіїв    |
| 2012–13 | «Тирасполь»               | 2:2 (пен. 4:2)  | Веріс                     | «Зімбру», Кишинів                 |
| 2013–14 | «Зімбру» (Кишинів)        | 3:1             | «Шериф» (Тирасполь)       | «Зімбру», Кишинів                 |
| 2014–15 | «Шериф» (Тирасполь)       | 3:2 (ОТ)        | «Дачія» (Кишинів)         | «Зімбру», Кишинів                 |
| 2015–16 | «Заря» (Бєльці)           | 1:0 (ОТ)        | «Мілсамі»                 | «Зімбру», Кишинів                 |
| 2016–17 | «Шериф» (Тирасполь)       | 5:0             | «Заря» (Бєльці)           | «Зімбру», Кишинів                 |
| 2017–18 | «Мілсамі»                 | 2:0 дч          | «Зімбру» (Кишинів)        | «Зімбру», Кишинів                 |
| 2018–19 | «Шериф» (Тирасполь)       | 1:0 дч          | «Сфинтул Георге»          | «Зімбру», Кишинів                 |
| 2019–20 | «Петрокуб»                | 0:0 пен. 5:3    | «Сфинтул Георге»          | «Зімбру», Кишинів                 |
| 2020–21 | «Сфинтул Георге»          | 0:0 пен. 3:2    | «Шериф» (Тирасполь)       | «Зімбру», Кишинів                 |
| 2021–22 | «Шериф» (Тирасполь)       | 1:0             | «Сфинтул Георге»          | Стадіон «Ніспорени», Ніспорени    |
| 2022–23 | «Шериф» (Тирасполь)       | 0:0 пен. 7:6    | «Бєльці»                  | Міський, Хинчешти                 |
| 2023–24 | «Петрокуб»                | 3:1             | «Зімбру» (Кишинів)        | «Зімбру», Кишинів                 |
| 2024–25 | «Шериф» (Тирасполь)       | 2:1             | «Мілсамі»                 | «Шериф», Тирасполь                |

## Досягнення клубів
| Клуб                | Володар | Фіналіст | Роки перемог                                                                 |
| ------------------- | ------- | -------- | ---------------------------------------------------------------------------- |
| «Шериф» (Тирасполь) | 13      | 3        | 1999, 2001, 2002, 2006, 2008, 2009, 2010, 2015, 2017, 2019, 2022, 2023, 2025 |
| «Зімбру» (Кишинів)  | 6       | 4        | 1997, 1998, 2003, 2004, 2007, 2014                                           |
| ФК «Тилігул»        | 3       | 2        | 1993, 1994, 1995                                                             |
| ФК «Тирасполь»      | 3       | 2        | 1996, 2000, 2013                                                             |
| Мілсамі             | 2       | 2        | 2012, 2017-18                                                                |
| Петрокуб            | 2       | –        | 2020, 2024                                                                   |
| «Ністру» (Атаки)    | 1       | 8        | 2005                                                                         |
| «Гагаузія» (Комрат) | 1       | –        | 1992                                                                         |
| Іскра-Сталь         | 1       | –        | 2011                                                                         |
| Бєльці              | 1       | 3        | 2016                                                                         |
| Сфинтул Георге      | 1       | 3        | 2021                                                                         |
| «Дачія» (Кишинів)   | –       | 4        | –                                                                            |
| «Динамо» (Кишинів)  | –       | 1        | –                                                                            |
| «Рапід» (Гідігіч)   | –       | 1        | –                                                                            |
| Веріс               | –       | 1        | –                                                                            |